# Aitor Elizegi
Aitor Elizegi Alberdi (Bilbao, 27 de junio de 1966) es un empresario gastronómico, chef español y expresidente del Athletic Club.

## Biografía
Nacido en el barrio bilbaíno de Santuchu, Elizegi creció apoyando al Athletic Club y se convirtió en socio del club a los 25 años. Ingresó en la industria culinaria en 1987, comenzando a estudiar en la Escuela de Hostelería de Galdácano. Su restaurante Gaminiz obtuvo el Campeonato de España de Cocineros en 1988 y el Premio Euskadi Gastronomía al mejor restaurador en el año 2000. Posteriormente, Elizegi abriría varios restaurantes de gastronomía vasca en Bilbao como Txocook, Bascook y Basquery.
En 2018 decidió presentarse a las elecciones presidenciales del Athletic Club, que la entidad convocaba para elegir a la plana directiva que había de suceder a la que encabezaba Josu Urrutia. El 27 de diciembre de 2018, Elizegi ganó dichos comicios tras vencer a Alberto Uribe-Etxebarria, extesorero del club, por un margen de 85 votos.
Uno de sus primeras medidas fue la de reemplazar al director deportivo José María Amorrortu por Rafael Alkorta y nombrar a Andoni Ayarza director deportivo adjunto (ambos fueron jugadores del club), tal como prometió en su campaña electoral. En febrero, nombró al periodista Nika Cuenca como director de comunicación de la entidad rojiblanca.
En octubre de 2021, tras la celebración de la Asamblea General Ordinaria del club, celebrada en San Mamés, en el que fueron aprobados los presupuestos generales del curso 2019-2020, pero fueron suspendidos los de la temporada 2020-2021, Elizegi anunció que no se presentaría a una posible reelección en los comicios que el club celebraría en junio de 2022.
Uno de sus mayores logros durante su mandato fue la aprobación de una grada popular en el fondo norte bajo de San Mamés, con más de 4 000 localidades. Gracias a la recogida de firmas de un grupo formado por socios llamado San Mamesen Orroa, este tema fue llevado, y aprobado, en una asamblea extraordinaria celebrada en 2022, haciéndose efectivo el proyecto la temporada 2022-2023, siendo la gran mayoría jóvenes entre 16 y 28 años.

## Fichajes durante su mandato
- Enero de 2019: Ibai Gómez y Kenan Kodro.[17]
- Julio de 2019: Jokin Ezkieta.[18]
- Octubre de 2020ː Álex Berenguer.[19]
- Julio de 2021ː Alex Petxarroman.[20]